# Tammejärve
Tammejärve  – wieś w Estonii, w prowincji Harju, w gminie Saku.